# Alberto Tarantini
Alberto César Tarantini (* 3. prosinec 1955 Ezeiza, Buenos Aires, Argentina) je bývalý argentinský fotbalista. Hrával na pozici obránce.
V dresu argentinské reprezentace vyhrál mistrovství světa roku 1978. Na tomto šampionátu byl federací FIFA zařazen i do all-stars týmu. Hrál i na mistrovství světa ve Španělsku roku 1982. Celkem za národní tým odehrál 61 utkání a vstřelil jeden gól.
S Boca Juniors vyhrál roku 1977 Pohár osvoboditelů (Copa Libertadores).